# Шез ле Виконт
Шез ле Виконт (фр. Chaize-le-Vicomte) насеље је и општина у западној Француској у региону Лоара, у департману Вандеја која припада префектури Ла Рош сир Јон.
По подацима из 2011. године у општини је живело 3422 становника, а густина насељености је износила 69,12 становника/km². Општина се простире на површини од 49,51 km². Налази се на средњој надморској висини од 93 метара (максималној 112 m, а минималној 32 m).

## Демографија
| 1962. | 1968. | 1975. | 1982. | 1990. | 1999. | 2011. |
| ----- | ----- | ----- | ----- | ----- | ----- | ----- |
| 2.035 | 2.037 | 2.081 | 2.218 | 2.287 | 2.443 | 3.422 |

График промене броја становника у току последњих година